# Algernonia amazonica
Algernonia amazonica är en törelväxtart som först beskrevs av Emmerich, och fick sitt nu gällande namn av Grady Linder Webster. Algernonia amazonica ingår i släktet Algernonia och familjen törelväxter. Inga underarter finns listade i Catalogue of Life.